# Torptjärnen, Närke
Torptjärnen är en sjö i Lekebergs kommun i Närke och ingår i Norrströms huvudavrinningsområde. Sjöns area är 0,019 kvadratkilometer och den befinner sig 190 meter över havet.